# 多皮孔酸藤子
多皮孔酸藤子（学名：Embelia vestita var. lenticellata）为紫金牛科酸藤子属下的一个变种。

## 扩展阅读
- 維基物種上的相關：多皮孔酸藤子